# Ommelander Courant
De Ommelander Courant is een tweemaal per week verschijnend nieuwsblad in het noorden van de provincie Groningen. De krant verschijnt als abonneekrant en als huis-aan-huisblad op maandag en donderdag in de gemeenten Loppersum en Het Hogeland.
De krant bestaat sinds 1883 en heeft in 2013 een oplage van 29.500 exemplaren in combinatie met de huis-aan-huisversie De Ommelander. De uitgever is Noordpers, dat evenals de redactie is gevestigd in Uithuizen. 